# Luciano Ferreyra
Luciano Ferreyra, né le 19 février 2002 à Rosario en Argentine, est un footballeur argentin qui évolue au poste de milieu de terrain au CA Platense.

## Carrière

### En club
Né à Rosario, Ferreyra commence à jouer au foot à Villa Constitución, avant de rejoindre le CA Rosario en 2015.
A 17 ans, il est considéré comme l'un des meilleurs enganche de sa génération,.
Ferreyra fait ses débuts le 2 novembre 2020 à l'occasion d'un match contre Godoy Cruz en Copa Diego Armando Maradona remporté 2-1, où il est titularisé au poste d'ailier gauche,.

### En sélection
Avec les moins de 17 ans, il participe au championnat sud-américain moins de 17 ans en 2019. Lors de cette compétition organisée au Pérou, il joue six matchs. Il se met en évidence en délivrant deux passes décisives contre la Colombie, puis une autre passe décisive contre le Paraguay. Avec un bilan de cinq victoires, deux nuls et deux défaites, l'Argentine remporte le tournoi.

## Palmarès
- Vainqueur du championnat de la CONMEBOL des moins de 17 ans en 2019 avec l'équipe d'Argentine des moins de 17 ans